# Леон Больо
Леон Больо̀ (на френски: Leon Beaulieux) е френски славист, българист и чуждестранен член на Българска академия на науките.

## Биография
Роден е на 25 септември 1876 г. във Вик сюр Наон, Франция. Учи български език при Йордан Иванов, който преподава в Париж в периодите 1920 – 1923 и 1927 – 1930 г. След това курса по български език се води от Леон Больо. От 1933 до 1947 е професор и ръководител на Института за източни езици в Париж. През 1947 г. е избран за чуждестранен член на Българска академия на науките.
Умира на 15 октомври 1965 г.

## Научна дейност и трудове
Извършва изследвания на българския книжовен език. Автор е на:
- „Произход на правописните реформи в българския език“ (1925)
- „Граматика на българския език“ (1933)
- „Усвояване на чуждите думи в съвременния български език“ (1933)

## Награди
Удостоен е с „Орден на почетния легион“.